# Antonio Ribera
Antonio Ribera i Jordà (ngày 15 tháng 1 năm 1920 – ngày 24 tháng 9 năm 2001) là một nhà văn, dịch giả, nhà UFO học và thợ lặn nổi tiếng người Tây Ban Nha. Ông được coi là "cha đẻ" của UFO học ở Tây Ban Nha, xuất bản nhiều cuốn sách về chủ đề này. Đồng thời còn là thành viên của Hội Nhà văn Catalunya và Văn bút Catalunya.

## Tiểu sử
Ribera chào đời ngày 15 tháng 1 năm 1920 tại Barcelona, là con trai của nhà văn Ignasi Ribera-Rovira (1880–1942) và vợ là Maria Victòria Jordà i Iglesias (1884–1968). Ông từng trải qua đời sống chốn học đường ở Blanquerna, Học viện Kỹ thuật Eulalia và Học viện Ausiàs March, dưới sự dạy dỗ từ những người thầy xuất sắc như Jaume Vicens Vives, Marçal Olivar và Eduardo Valentí. Ribera từng có lúc sống trong vài năm ở Hungary và khi trở lại Catalunya thì theo đuổi công việc giảng dạy và ngữ văn phái Lãng mạn tại Đại học Barcelona.
Ông dần quan tâm đến hiện tượng UFO vào mùa hè năm 1947, khi tin tức về "đĩa bay" bắt đầu xuất hiện trên báo chí Tây Ban Nha lần đầu tiên. Đó là những tháng năm ông bắt tay vào viết những cuốn sách đầu tiên của mình, dù là thơ ca, kịch nghệ hay tiểu luận, cho đến xuất bản những cuốn sách như Terra de somni (1949) hay El comte d'Arnau (1951).
Năm 1953, ông dịch tác phẩm Thế giới bình lặng của nhà thám hiểm Jacques-Yves Cousteau sang tiếng Tây Ban Nha. Ông là người khuyến khích hoạt động khám phá dưới nước và viết nên các tác phẩm nổi tiếng về môn lặn, từng được coi là người đi tiên phong trong các hoạt động dưới nước của Catalunya.
Năm 1977, ông tham gia tổ chức Đại hội UFO học toàn quốc lần thứ nhất ở Barcelona. Năm 1979, ông được mời đến Vương quốc Liên hiệp Anh và Bắc Ireland phát biểu trước nhóm UFO gồm 25 thành viên của Thượng Nghị viện.
Ông được coi là một trong những chuyên gia chính của Vụ Ummo từ năm 1969, cùng với Jean-Pierre Petit bên Pháp, và Joaquim Fernandes người Bồ Đào Nha với những ý kiến đồng nhất với Ribera về hiện tượng UFO, vốn là chủ đề gây nhiều tranh cãi trong giới nghiên cứu UFO.
Ribera chính là đồng sáng lập Trung tâm Nghiên cứu và Phục hồi Dưới nước (CRIS) và là phó chủ tịch của Hiệp hội UFO học đầu tiên của Tây Ban Nha mang tên Trung tâm Nghiên cứu Liên hành tinh Barcelona (CEI) được thành lập vào năm 1958, ông là tác giả của hơn bốn mươi cuốn sách chuyên ngành ở đất nước của mình. Bên cạnh đó, ông còn là một dịch giả thông thạo sáu thứ tiếng từng góp công chuyển ngữ cuốn Le Monde du Silence của J-Y Cousteau và kiệt tác 2001: The Space Odyssey của Arthur C. Clarke.
Năm 1990, ông được chính phủ Catalunya trao tặng Huân chương Creu De Sant Jordi.
Ribera qua đời vào ngày 24 tháng 9 năm 2001, hưởng thọ 81 tuổi, tại một dinh thự lão khoa ở La Garriga nằm gần San Feliu de Codinas, Barcelona.